# Autobahn (Germania)

Harta generală a autostrăzilor din Germania

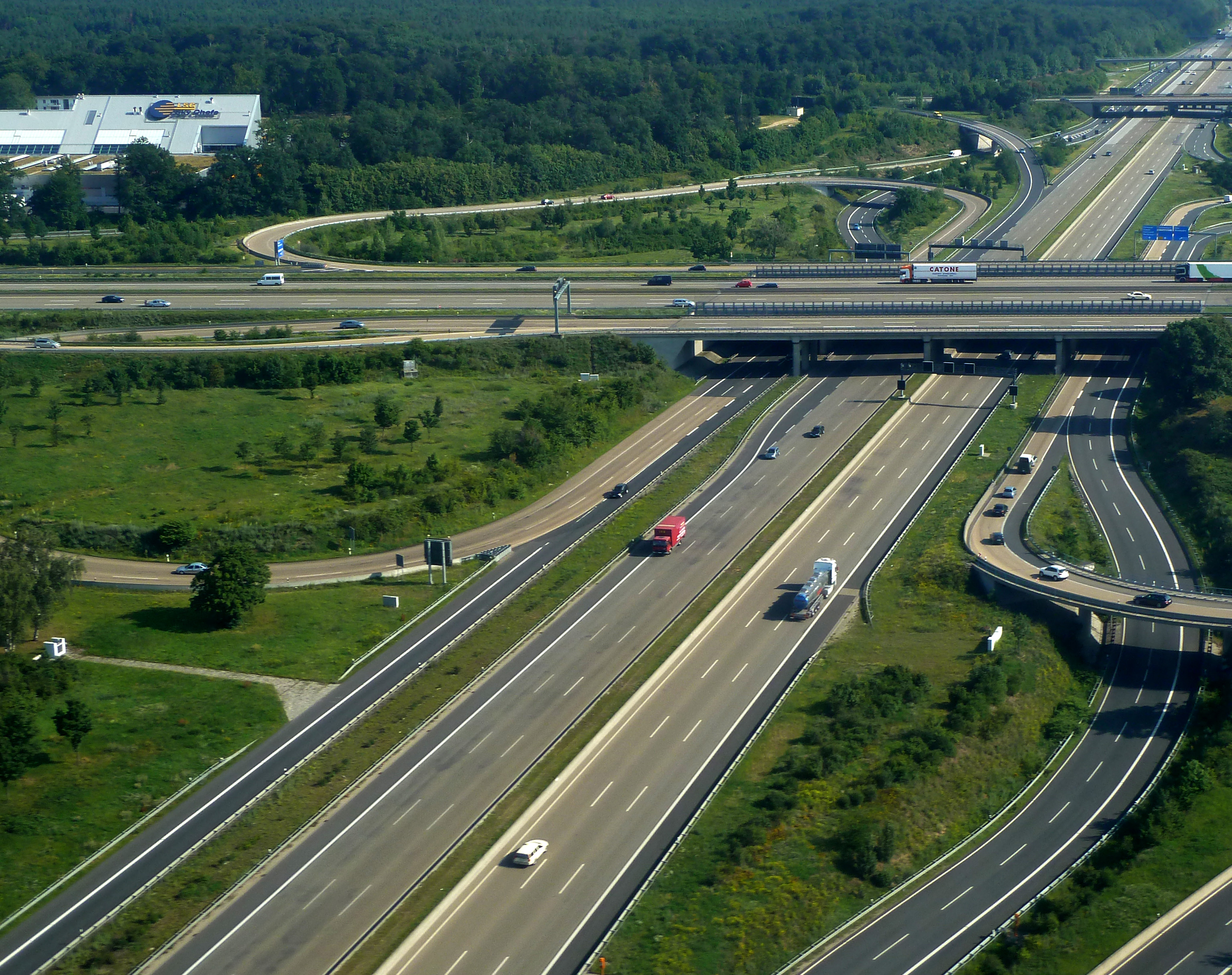
Inersecție denivelată: A3 și A5 la Frankfurter Kreuz lângă Frankfurt pe Main

Termenul Autobahn (cu sensul în germană drum pentru automobile, sau Bundesautobahn, „autostradă federală”, abreviat BAB, plural: Autobahnen) desemnează autostrăzile în Germania. Același termen este folosit și în Austria, Elveția și Tirolul de Sud pentru a indica autostrăzile de acolo.
Autostrăzile germane nu au intersecții în același plan de nivel, au benzi separate pentru circulația pe sens unic, fiecare sens are mai multe benzi și sunt dotate cu joncțiuni speciale (având semnul de circulație ) pentru intrările și ieșirile de pe autostradă.
După National Trunk Highway System (peste 149.600 km) din Republica Populară Chineză, Interstate Highway System (peste 77.900 km) din SUA și sistemul de autostrăzi în Spania (17.228 km) rețeaua germană de autostrăzi este cu peste 13.190 de kilometri (starea în 2020) a patra ca lungime din lume.
Autostrăzile în sensul regulamentului de circulație rutieră sunt identificate prin semnul de circulație Nr. 330 (  ), intrat în vigoare de la 01.07.1992. Pe acestea pot fi conduse numai autovehicule a căror viteză maximă legată de construcția lor depășește 60 km/h.

## Istoric

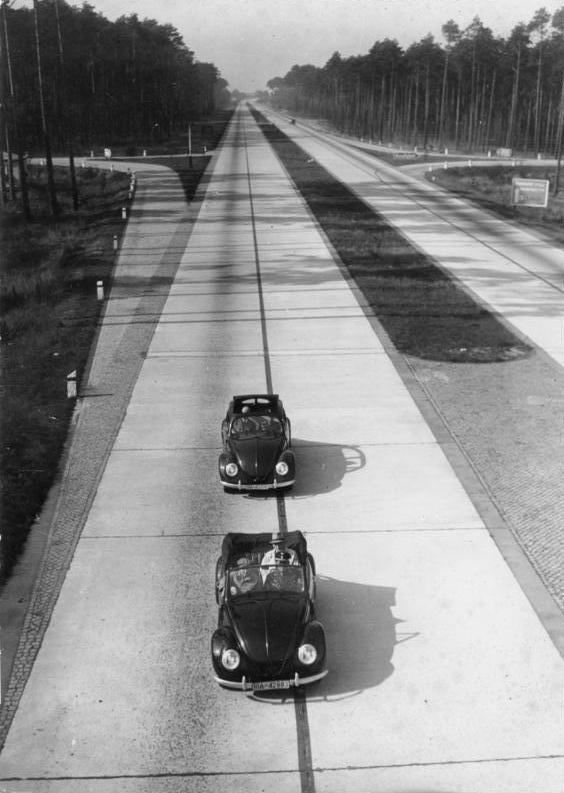
Reichsautobahn german în 1943

Termenul „autobahn” a fost folosit pentru prima dată de Robert Otzen în 1929. Otzen a fost președintele proiectului autostrăzii HaFraBa (proiectul autostrăzii orașelor hanseatice–Frankfurt pe Main–Basel). Denumirea „Autobahnstraße” este rezervată din anul 1927.
Prima rută asemănătoare unei autostrăzi din lume a fost AVUS din Grunewald din Berlin, care a fost deschisă pe 24 septembrie 1921. 
Avea 8,3 kilometri lungime și folosirea ei era supusă taxării. Inițial a servit în principal ca pistă de curse și de testare și nu pentru transportul public. Prima autostradă mai lungă din lume a fost deschisă în Italia pe 21 septembrie 1924, primul tronson de la Milano la Varese al autostrăzii A8 de astăzi.
Fiind una dintre primele precursoare ale autostrăzii, drumul dintre Köln și Bonn, a fost deschisă de primarul din Köln, Konrad Adenauer, la 6 august 1932, traseul fără intersecții a avut 20 de kilometri lungime, astăzi poartă denumirea A 555.
Încă de la începutul anilor 1920, inginerul de construcții subterane italian Piero Puricelli a proiectat Autostrada dei Laghi, un drum numai pentru mașini care ducea de la Milano la lacurile din nordul Italiei. Prin urmare, el este considerat constructorul primei „Autobahn” din lume, deoarece HaFraBa era încă în faza de planificare la acel moment.

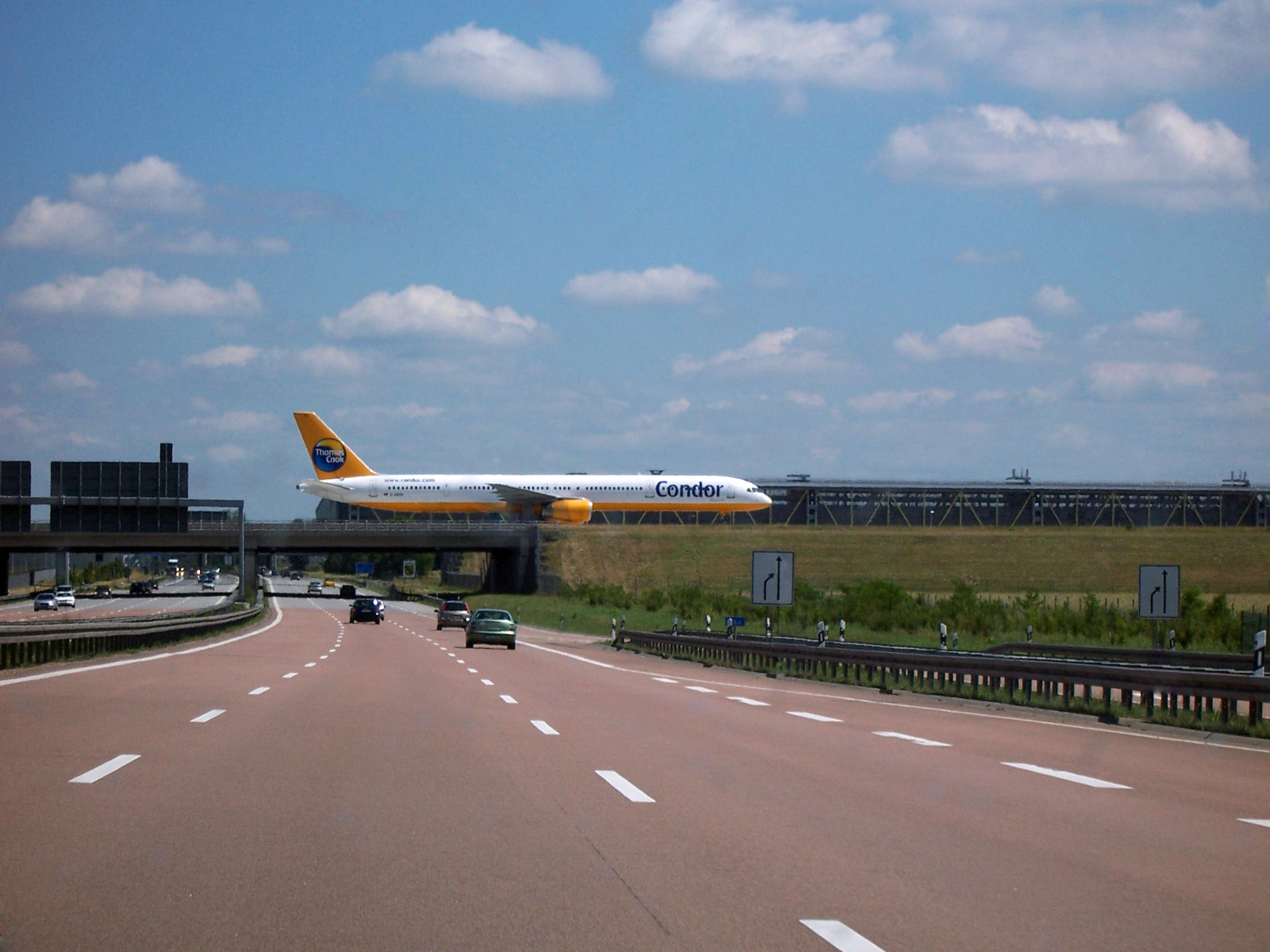
Taxiway traversând un „autobahn” la Aeroportul Leipzig-Halle

Introducerea parapeților de protecție, cunoscute și sub denumirea de bariere de protecție, a început pe autostrăzile din Germania de Vest la începutul anilor 1960.
Odată cu reunificarea Germaniei, căile de tranzit ale RDG au trebuit să fie aduse la standardele vestice și au trebuit construite noi drumuri principale. De menționat sunt Bundesautobahn 71, autostradă nou construită (1998–2015), unind  Sangerhausen peste Erfurt și Thüringer Wald cu Schweinfurt având o lungime de 220 km și traversând șapte tuneluri, printre ele fiind și Tunelul Rennsteig, cel mai lung din Germania.

## Denumirea de Bundesautobahnen

Indicatoul Autobahn

Bundesautobahnen (Autostrăzi federale) sunt drumuri principale federale care, conform Paragrafului 1 din Legea Federală a Drumurilor (FStrG), „sunt destinate numai traficului de mare viteză cu autovehicule și sunt proiectate în așa fel încât să fie fără intersecții la același plan de nivel și să fie dotată cu joncțiuni speciale pentru accesul și ieșirea de pe ele. Trebuie să aibă benzi separate pentru traficul într-un singur sens.”

## Reguli de circulație

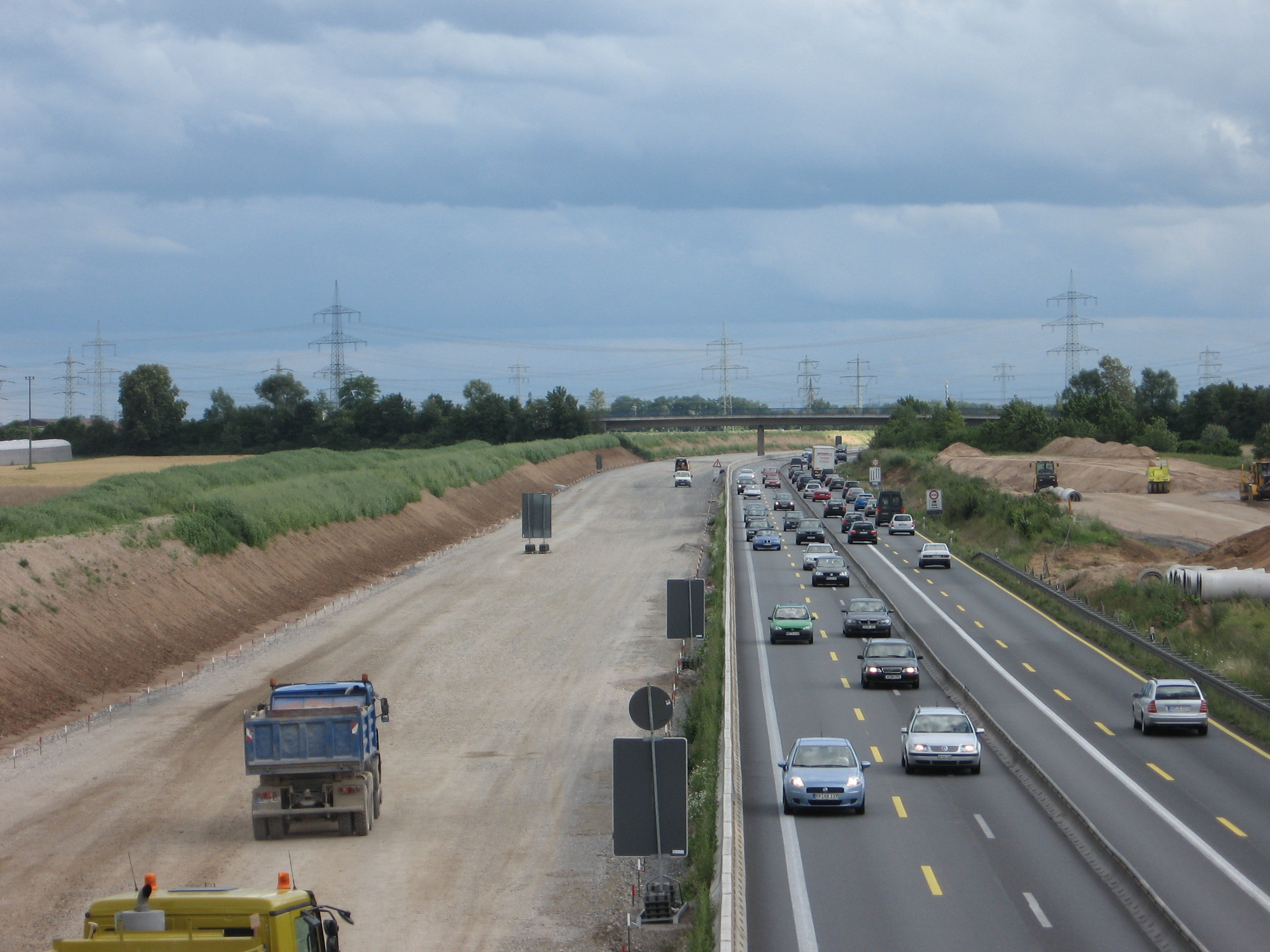
Managementul traficului de șantier 4 benzi + 0 cu utilizarea benzii laterale.

Conform § 2 din Legea privind circulația rutieră (StVO), banda laterală din dreapta nu face parte din carosabil și prin urmare, nu este permis să se conducă pe ea. Pe de altă parte, trebuie utilizată dacă a fost eliberată pentru circulație prin semnul de circulație 223.1  ori de către managementul traficului de șantier sau dacă vehiculele sunt direcționate acolo de către poliție. Un vehicul cu drept de trecere (girofar albastru și sirenă de urgență) poate dispune imediat o cale liberă. Apoi, din punct de vedere al urgenței, se poate trece și pe banda laterală.
Pe autostradă este interzisă executarea manevrei de întoarcere sau de mers înapoi. Oprirea este interzisă. Interdicția se aplică și pe banda laterală. Intrarea și ieșirea este permisă numai la joncțiunile marcate. Pietonii nu au voie să intre pe autostradă.

## Zone de odihnă

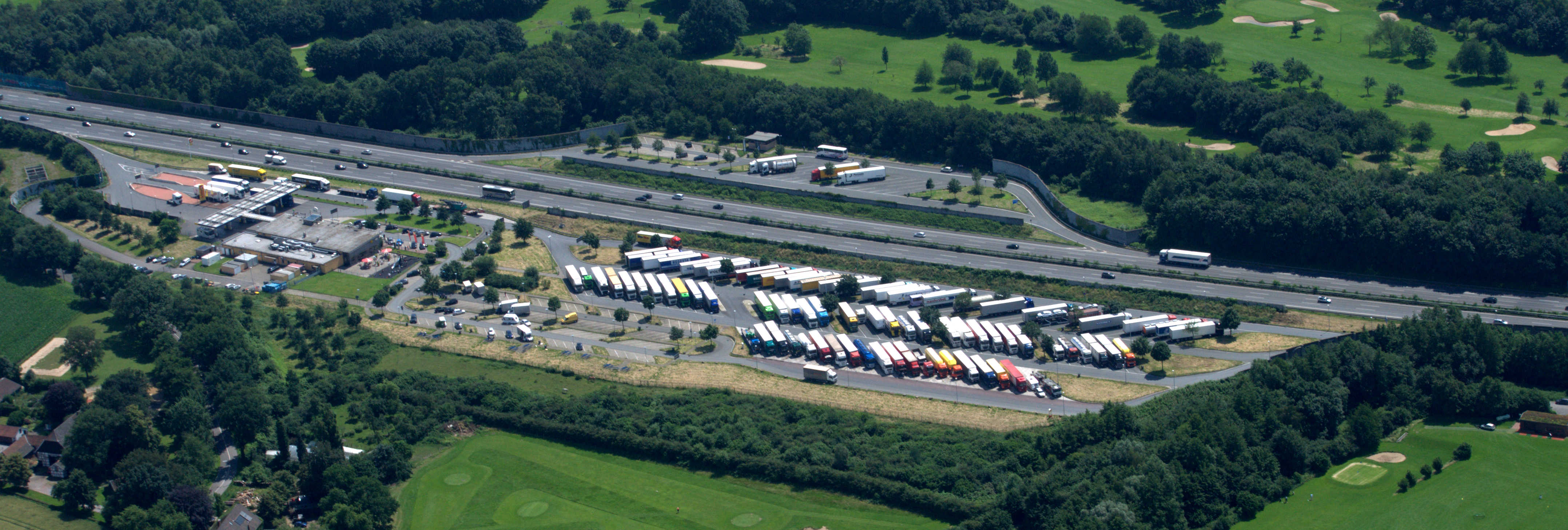
Benzinărie și zonă de repaus Resser Mark (jos) și omonima zonă de odihnă (sus, cealaltă parte a autostrăzii) pe Bundesautobahn 2 lângă Gelsenkirchen

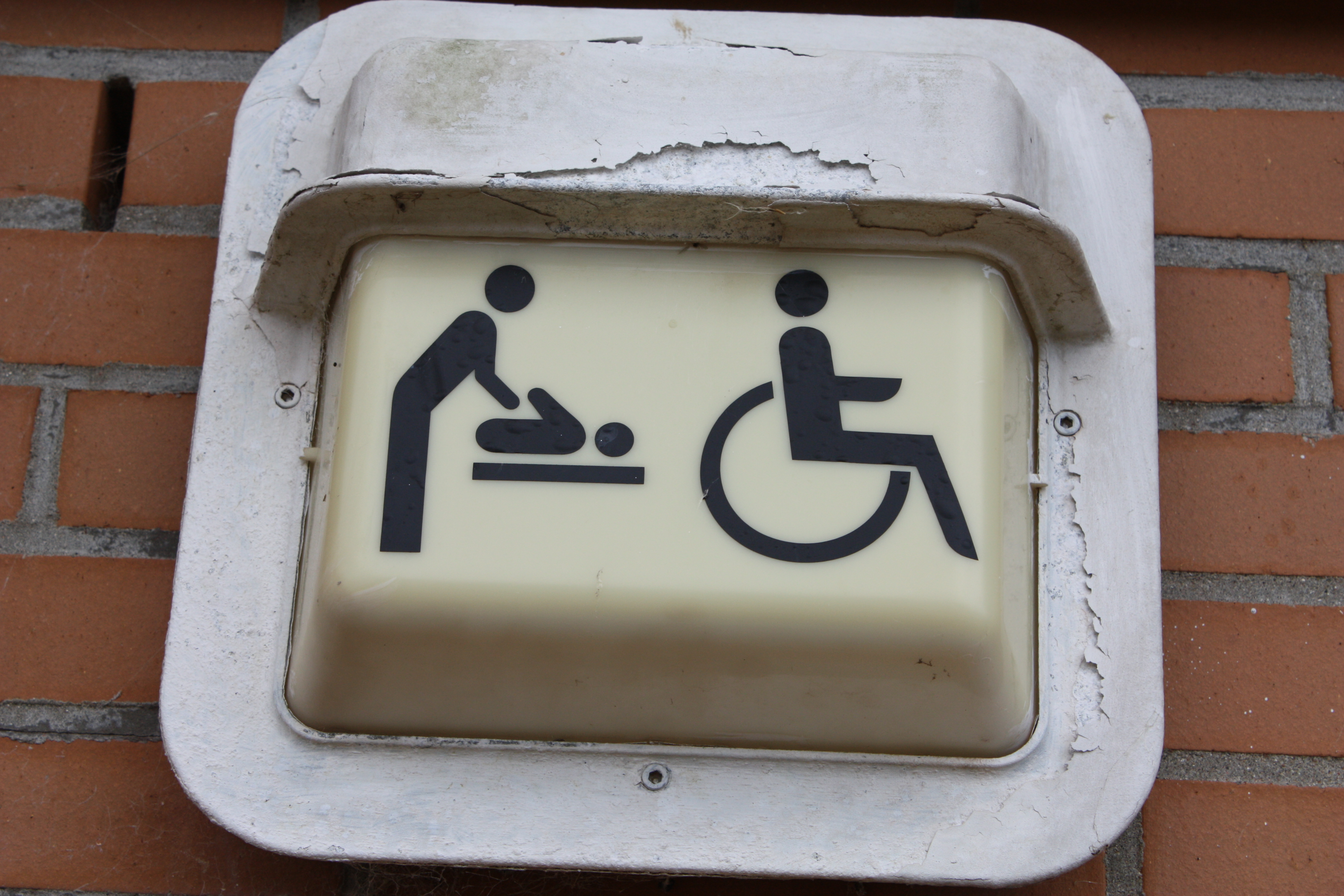
Cameră pentru înfășat și toaletă pentru persoane în scaun cu rotile

În călătoriile mai lungi, călătorii au nevoie de posibilitatea de a face pauze, de ex. a tanca sau a merge la toaletă. Pentru aceasta, de-a lungul întregii rețele de autostrăzi există  zonele de repaus sau popas (Rastplätze), zone de odihnă și de service pe autostradă (Autobahnraststätte) și zone pentru camioane (de: Autohöfe, en: Truck stop).
O zonă de repaus și de service pe autostradă include de obicei o benzinărie și o zonă de odihnă propriu-zisă, în care sunt oferite alimente și băuturi care depășesc sortimentația normală a unei benzinării. În unele cazuri există și un motel.
În zonele de odihnă există de asemenea toalete, vestiare cu dușuri, camere pentru înfășat copii, adesea aceste zone sunt echipate pentru persoane cu dizabilități. În plus, locurile de odihnă de regulă au acces la internet și amenajate cu loc de joacă pentru copii. În timp ce funcționalități precum telefoanele publice sunt acum tot mai rare, dar tot mai multe zone de servicii sunt echipate cu stații de încărcare pentru automobilele electrice, adesea așa-numitele stații de încărcare rapidă de înaltă performanță.
 Majoritatea zonelor de servicii sunt deschise 24 de ore.